# サイエンス (1979年創刊の雑誌)
『サイエンス』（Science）は、アメリカ科学振興協会(AAAS)が1979年から1986年まで発行していた一般向けの科学雑誌である。『サイエンス80』(Science 80)として創刊され、以降、発行年に応じて『サイエンス81』『サイエンス82』のように雑誌名を変えた。
この雑誌は「科学と市民の間の距離を縮める」ことを目的としており、科学の分野の職には就いていないが、そのリテラシーのある読者を対象としていた。AAASは有名な学術雑誌である『サイエンス』も発行しており、非常に似た名前の雑誌を2つ出していたことで若干の混乱を招いた。
当初は隔月刊で定期購読のみで発行されていた。この雑誌は、ほぼ同時期に創刊された『ディスカバー』誌と同じような内容であったが、『ディスカバー』誌よりも記事が長く、フォトエッセイが多く掲載される傾向にあった。有名な科学者によるゲストエッセイもよく掲載された。この雑誌には、記事の参考文献が一括して掲載されているのが特徴だった。『ディスカバー』誌と同様に『サイエンス』誌は、当時の『サイエンティフィック・アメリカン』誌よりも読みやすいものを探している読者を対象としていた。また、『ポピュラーサイエンス』のような雑誌は、その背後にある科学よりも技術を取り上げている傾向があるが、それよりも、より深く掘り下げて、より芸術的に書かれていた。
同時期に同じような種類の雑誌が多数創刊されたことにより、1980年代半ばには多くの雑誌が廃刊となった。『サイエンス』誌は、1986年にタイム社に買収されて『ディスカバー』誌に統合され、『サイエンス86』1986年7月号が最終号となった。合併後の『ディスカバー』誌は、数号のみ表紙に"Now including Science 86"という表示をしていたが、すぐに姿を消した。